# Yákov Yákovlev
Yákov Arkádievich Yákovlev (apellido real: Epstein; en ruso: Я́ков Арка́дьевич Я́ковлев, 9 de junio de 1896, Grodno-29 de julio de 1938) fue un político y estadista soviético que desempeñó un papel central en la colectivización forzada de la agricultura en la década de 1920.

## Primeros años
Yákov Yákovlev nació en Grodno, en Bielorrusia. Su padre era maestro, de ascendencia judía. Se unió a los bolcheviques en 1913, como estudiante en el Politécnico de San Petersburgo. Después de la Revolución Bolchevique en 1917, fue secretario de la organización del partido en Yekaterinoslav (Dnipro) en Ucrania. Fue un líder del ala derecha del Partido Comunista de la RSS de Ucrania, que estuvo bajo control durante la mayor parte de la Guerra Civil Rusa. Derrocado por la izquierda en marzo de 1920, fue nombrado miembro del Politburó del partido local ucraniano en abril, después de la intervención de Moscú.
En 1921, Yákovlev fue trasladado a Moscú, para trabajar para el Comisariado del Pueblo de Educación de la RSFSR y en el departamento Agitprop, en el Comité Central. Editó el periódico "Krestyanskaya Gazeta" (Gaceta de Campesinos) entre 1923 y 1929, y Bednota, - el periódico para campesinos pobres y sin tierra - en 1924-28. En enero de 1923, dirigió el ataque contra el Proletkult y su fundador, Aleksándr Bogdánov, y lo criticó en el Pravda por ser menchevique. En mayo de 1924, presidió la primera conferencia del partido sobre literatura, en la que León Trotski fue el orador principal. Yákovlev defendió la opinión de Trotski de que era demasiado pronto para esperar que la literatura de obras escritas por los trabajadores de las fábricas dominara la literatura soviética y, mientras tanto, los escritores deberían aprender de poetas como Mayakovsky, Pasternak e incluso Shakespeare. Yákovlev continuó defendiendo la línea después de la caída de Trotski, publicando un ataque a la revista, en junio de 1925, en la revista Na Postu, publicada por RAPP. Posiblemente por esa razón, dejó de trabajar en el comisariado de educación en 1926, cuando fue nombrado subdirector de Rabkrin.

## Comisario de Agricultura
Hasta 1929, la agricultura era responsabilidad de los gobiernos regionales de las repúblicas de la URSS, pero después de que Iósif Stalin decidiera obligar a los campesinos a unirse a las granjas colectivas, el 12 de agosto de 1929 se creó el Comisariado del Pueblo para la Agricultura de la URSS, con Yákovlev como Comisario. Durante la colectivización, fue tan influyente que el 4 de noviembre de 1930, el jefe del gobierno de la RSFS de Rusia, Serguéi Syrtsov, se quejó ante el Politburó de que "todo se decide a espaldas del Politburó por un pequeño grupo" que incluía a Yákovlev, mientras exudan nominalmente figuras mucho más importantes, como Kliment Voroshílov, quien fue Comisario del Pueblo para la Defensa y miembro de pleno derecho del Politburó. En ese momento, Yákovlev ni siquiera era miembro del Comité Central del Partido Comunista de la Unión Soviética, al que fue cooptado en 1931.
En diciembre de 1929, Yákovlev elaboró un informe que sugería que "al menos un tercio" de las tierras agrícolas de la Unión Soviética deberían sembrarse colectivamente en la primavera de 1930. Este informe fue rechazado por Stalin, que lo consideró demasiado prudente. Algunas de sus otras propuestas, como permitir a los campesinos conservar la propiedad de las herramientas pequeñas y el ganado menor, también fueron rechazadas por Stalin, cuyas órdenes Yákovlev cumplió fielmente. La hambruna resultante costó posiblemente millones de vidas en la RSS de Ucrania y millones más en el resto de la URSS.
En julio de 1932, Stalin se quejó de que el departamento de Yákovlev había "fracasado" y era "completamente inepto", principalmente porque había fomentado la siembra indiscriminada en lugar de la rotación de cultivos. Al final de un juicio penal de administradores económicos en agosto de 1933, el fiscal, Andréi Vyshinski, dijo que el veredicto planteaba "preguntas generales" sobre el departamento de Yákovlev. Yákovlev estuvo presente en la siguiente reunión del Politburó, lo que obligó a Vyshinski a disculparse, aunque Stalin, que no asistió a esa reunión, respaldó posteriormente a Vyshinski. Al mes siguiente, Stalin se quejó de que "Yákovlev no es un jefe, sino un saco de viento con la cabeza hueca".
Yákovlev fue uno de los primeros funcionarios en patrocinar la carrera del biólogo ahora desacreditado Trofim Lysenko. Ordenó al Instituto de Genética de Odesa que creara un departamento para desarrollar la "vernalización", un método que Lysenko había ideado para producir nuevas variedades de cultivos. Creía en el alarde de Lysenko, hecho a fines de 1931, de que podría aumentar el rendimiento del trigo de Azerbaiyán cultivado en Odesa en un 40 por ciento para 1934. Cuando el principal biólogo de la URSS, Nikolái Vavílov, advirtió que desarrollar nuevas variedades y someterlas a pruebas adecuadas podría llevar diez años, Yákovlev le dijo: "No tenemos diez años para esperar".
En abril de 1934, fue trasladado a la sede del partido como jefe del departamento de agricultura. Al comienzo de la Gran Purga, lanzó una diatriba en la prensa soviética contra los oponentes de Lysenko en ciencias agrícolas, señalando a Vavílov como su líder y denunciando la genética como una forma de religión cuyos practicantes eran "reaccionarios y saboteadores". Fue nombrado primer secretario interino del Partido Comunista de la República Socialista Soviética de Bielorrusia, para supervisar la destitución del primer secretario en funciones, Vasili Sharangóvich y los arrestos de presuntos "fascistas nacionales", pero fue llamado a revisión en agosto.

## Arresto y ejecución
Nikita Jrushchev describió una cena en el apartamento de Stalin, en la que él y Yákovlev fueron los únicos invitados: "Yákovlev estaba en un estado muy agitado. Se podía ver que estaba atravesando una especie de confusión interna. Temía estar a punto de ser arrestado. No se equivocó en sus presentimientos. Poco después de una charla amistosa con Stalin durante la cena, Yákovlev fue arrestado y ejecutado. Estoy contando esta historia para mostrar cómo incluso alguien tan cercano a Stalin como Yákovlev, que había sido uno de los partidarios más confiables de Stalin durante la lucha contra la oposición, de repente pudo encontrar su vida colgando de un hilo".
Yákovlev fue arrestado el 12 de octubre de 1937. Su esposa Sofíaa Sokolovskaya, que hablaba varios idiomas y había viajado mucho, fue arrestada el mismo día. Parece que ella fue interrogada primero. El 15 de octubre le dijeron que ella lo había denunciado como informante de la policía antes de la revolución de 1917. Negó esta acusación, aunque "confesó" haber sido un partidario secreto de Trotski desde 1922, y un espía alemán desde 1935. En noviembre, Stalin le dijo a Gueorgui Dimitrov que "la esposa de Yákovlev era una espía francesa", lo que implicaría que fueron sus conexiones en el extranjero las que los llevaron a ambos bajo sospecha. Cuando fue expulsado del Comité Central, el 12 de diciembre de 1937, fue por ser un espía alemán, pero durante el último de los Juicios de Moscú, en marzo de 1938, fue nombrado como "un miembro destacado de la conspiración trotskista-bujarinista". En palabras del historiador Robert Conquest, fue "una extraordinaria transformación en un derechista (bujarinista), una denominación extraña para el hombre que había sido el principal operador en el campo de la colectivización".
Yákovlev fue ejecutado el 29 de julio de 1938.
Fue rehabilitado póstumamente el 5 de enero de 1957.